# Катраны
Катраны, или колючие акулы (лат. Squalus) — род акул семейства катрановых акул отряда катранообразных, в которое в настоящее время включают 26 видов. Ноздри обрамлены короткими лоскутами кожи. Как верхние, так и нижние зубы сцеплены между собой, образуя единую режущую поверхность, подобную лезвию. У основания спинных плавников имеются длинные выступающие шипы. Анальный плавник отсутствует. На хвостовом стебле имеются латеральные кили и, как правило, прекаудальная ямка. Вентральная выемка на верхней лопасти хвостового плавника отсутствует. Окраска колеблется от серой до серо-коричневой. Брюхо светлее.
Название рода происходит от слова лат. squalus — «акула».

## Классификация
Согласно данным сайта FishBase, по состоянию на ноябрь 2024 года в род включают 33 вида:
- Squalus acanthias Linnaeus, 1758 — Пятнистая (короткопёрая, тупорылая) колючая акула, или обыкновенный (песочный, южный, патагонский) катран, или ноготница
- Squalus albicaudus Viana, Carvalho & Gomes, 2016
- Squalus albifrons Last, White & Stevens, 2007
- Squalus altipinnis Last, White & Stevens, 2007
- Squalus bahiensis Viana, Carvalho & Gomes, 2016
- Squalus blainville (Risso, 1827) — Длинношипая колючая акула, или акула-катран
- Squalus brevirostris Tanaka, 1917
- Squalus bucephalus Last, Séret & Pogonoski, 2007
- Squalus chloroculus Last, White & Motomura, 2007
- Squalus clarkae Pfleger, Grubbs, Cotton & Daly-Engel, 2018
- Squalus crassispinus Last, Edmunds & Yearsley, 2007
- Squalus cubensis Howell-Rivero, 1936 — Кубинская колючая акула, или кубинская колючепёрая акула
- Squalus edmundsi White, Last & Stevens, 2007
- Squalus formosus White & Iglésias, 2011
- Squalus grahami White, Last & Stevens, 2007
- Squalus griffini Phillipps, 1931
- Squalus hawaiiensis Daly-Engel, Koch, Anderson, Cotton & Grubbs, 2018
- Squalus hemipinnis W. T. White, Last & Yearsley, 2007
- Squalus hima Sweta & Bineesh, 2024
- Squalus japonicus Ishikawa, 1908 — Японский катран
- Squalus lalannei Baranes, 2003
- Squalus lobularis Viana, Carvalho & Gomes, 2016
- Squalus megalops (W. J. Macleay, 1881) — Коротконосый катран
- Squalus melanurus Fourmanoir & Rivaton, 1979 — Темнохвостый катран
- Squalus mitsukurii Jordan & Snyder, 1903 — Колючая акула Мицукури
- Squalus montalbani Whitley, 1931
- Squalus nasutus Last, Marshall & White, 2007
- Squalus notocaudatus Last, White & Stevens, 2007
- Squalus quasimodo Viana, Carvalho & Gomes, 2016
- Squalus rancureli Fourmanoir & Rivaton, 1979 — Вануатский катран
- Squalus raoulensis Duffy & Last, 2007
- Squalus shiraii Viana & Carvalho, 2020
- Squalus suckleyi (Girard, 1854)

Некоторые авторы отстаивают валидность вида Squalus acutirostris Chu, Meng & Li, 1984, который рассматривается FishBase в качестве младшего синонима Squalus mitsukurii.